# Neotrichia cayada
Neotrichia cayada is een schietmot uit de familie Hydroptilidae. De soort komt voor in het Neotropisch gebied.